# 布鲁马杜河魮脂鲤
布鲁马杜河魮脂鯉，為輻鰭魚綱脂鯉目脂鯉亞目脂鯉科魮脂鯉屬的其中一個種。該物種分佈於南美洲巴西東部，體長可達3.2公分。

## 扩展阅读
- 維基物種上的相關：布鲁马杜河魮脂鯉